# Jaime Mayor Oreja

Jaime Mayor Oreja (San Sebastián, 12 de julio de 1951) es un político español. Ha sido diputado en el Congreso, ministro de Interior, candidato a lendakari y eurodiputado por el Partido Popular (2004-2014), entre otros cargos. Fue el cabeza de lista del Partido Popular en las elecciones al Parlamento Europeo de 2004 y de 2009.
En la actualidad es presidente de la Fundación NEOS, una organización cívico-cultural española fundada en 2021 que promueve una alternativa basada en los valores del humanismo cristiano. Además, es presidente honorario del think tank One of Us, organización paneuropea contraria al aborto y al matrimonio igualitario cuya finalidad es, según declaran, «volver a unir a Europa por los valores y principios que dieron lugar a nuestra civilización y cultura europea».
Forma parte del cuadro de profesores del Instituto de Ciencias Sociales, Económicas y Políticas, una institución académica de educación superior de ideología ultraconservadora destinada a formar a las élites del conservadurismo más duro.

## Infancia y formación
Por parte paterna pertenece a una estirpe de empresarios donostiarras, procedente de la localidad vizcaína de Ibarranguelua, estando además su tía Maritxu Mayor Lizarbe considerada como la mujer pionera del periodismo de la provincia de Guipúzcoa. Por parte materna pertenece a una familia de destacados empresarios y políticos tradicionalistas. Es nieto de Benigno Oreja Elósegui, un prestigioso médico urólogo que ocupó también un puesto como procurador en las Cortes, y sobrino nieto de Marcelino Oreja Elósegui, diputado tradicionalista y director de la empresa Unión Cerrajera, quien murió asesinado durante la Revolución de octubre de 1934 por militantes ugetistas. Su tío abuelo Ricardo Oreja Elósegui fue también diputado por las filas tradicionalistas y ocupó un puesto como procurador en las Cortes franquistas. Por último, es sobrino segundo de Marcelino Oreja Aguirre, ministro de Asuntos Exteriores durante el gobierno de la UCD, quien le introdujo en la política.
Estudió el bachillerato en el colegio de los marianistas de San Sebastián. Ingeniero agrónomo de profesión, también inició la carrera de Derecho, aunque la abandonó posteriormente debido a la imposibilidad de compaginarla con su actividad política.
Su padre fue el ginecólogo José María Mayor Lizarbe y sus hermanos son Carlos (político y profesor universitario) y José María Mayor Oreja (empresario).

## Carrera política
Entre 1975 y 1976, Mayor Oreja fue secretario nacional de las juventudes de la Asociación Católica de Propagandistas, en las que había ingresado con once años. En 1977 ingresó en la Unión de Centro Democrático (UCD), tras el fracaso de la formación política en la que militaba y con la que había concurrido como candidato al Senado, Demócratas Independientes Vascos, en las primeras elecciones democráticas tras el fin del franquismo (en dichas elecciones, como consecuencia de su escasa capacidad organizativa y parca base social, las formaciones del centro y la derecha españolas no se habían podido presentar en Guipúzcoa[cita requerida] y ocuparon su espacio electoral candidaturas independientes; en el caso de la UCD, DIV ocupaba su espacio político). En las elecciones generales de 1979 se presentó como número dos de la lista al Congreso de UCD por Guipúzcoa, tras su tío segundo Marcelino Oreja, sin resultar elegido. En las municipales y forales celebradas poco después, Mayor Oreja sí resultó elegido miembro de las Juntas Generales de Guipúzcoa (la Coordinadora de Independientes, que agrupaba a la UCD y a Democracia Cristiana Vasca, obtuvo 7 de los 81 junteros) y diputado foral en representación de su partido. Tras producirse la renovación del Consejo General Vasco, el órgano preautonómico del País Vasco, a consecuencia de las elecciones, Mayor Oreja entró a formar parte, como Consejero de Turismo, del segundo Consejo General Vasco, presidido por Carlos Garaikoetxea. Formó parte de la representación de la UCD en la ponencia que elaboró el Estatuto de Guernica.
El 25 de noviembre de 1980, al ser nombrado Marcelino Oreja delegado del Gobierno en el País Vasco, ocupó su escaño en el Congreso por Guipúzcoa, siendo nombrado poco después presidente (interino) de la UCD en Guipúzcoa (en 1981 fue confirmado por la asamblea provincial). Este periodo fue especialmente dramático para la Unión de Centro Democrático en el País Vasco, puesto que ETA asesinó a cinco dirigentes de la organización política, así como a militantes sin cargos directivos. Mayor Oreja fue también secretario adjunto de Relaciones Internacionales de UCD. En julio de 1982 fue designado delegado del Gobierno en el País Vasco, no sin que su nombramiento fuese acompañado por la dimisión de los gobernadores civiles de Álava y Guipúzcoa, enemistados con él. Mayor Oreja cesó el 29 de diciembre de 1982, tras la llegada del PSOE al poder en octubre de 1982. Durante su breve estancia en la delegación del Gobierno, ETA intentó asesinarlo lanzando una granada contra su despacho, aunque una farola desvió el lanzamiento y Mayor Oreja salió ileso.
En febrero de 1983, en medio de la crisis terminal de la UCD, abandonó el partido para unirse al democristiano Partido Demócrata Popular (PDP). En 1984 se presentó a las elecciones autonómicas vascas como candidato a lendakari por Coalición Popular, de la que formaba parte el PDP, con discretos resultados (7 diputados de 75). Durante la legislatura fue portavoz de Coalición Popular en el Parlamento Vasco. En el PDP fue miembro del comité ejecutivo nacional. En septiembre de 1986, tras la ruptura de Coalición Popular, propuso la creación de un nuevo partido de ámbito vasco que agrupara al electorado de centro-derecha, algo que fue rechazado por Manuel Fraga y Óscar Alzaga, por lo que anunció su retirada de la política, trasladándose a vivir a Madrid con toda su familia, donde trabajó en la empresa de servicios Eulen. En marzo de 1987 anunció la creación de un partido centrista y estatutista de ámbito vasco, la Unión del Pueblo Vasco, impulsado por Óscar Alzaga, que no llegó a cuajar.
En 1989 volvió a la política tras recibir el encargo de Manuel Fraga de reorganizar el Partido Popular en el País Vasco, en crisis tras los desastrosos resultados de las elecciones autonómicas de 1986 y los municipales de 1987, a los que se unió la escisión de Unidad Alavesa. La llegada de Mayor Oreja provocó la dimisión del entonces secretario general del Partido Popular en el País Vasco, Julen Guimón. Oreja fue nombrado presidente de la gestora del Partido Popular del País Vasco en enero de 1990. También fue nombrado director político para la campaña de las elecciones europeas por el Partido Popular. Diputado al Congreso por Vizcaya en 1989, renunció a su escaño para presentarse como candidato del Partido Popular a lendakari en las elecciones vascas de 1990 (con resultados incluso peores que en 1984, con 6 diputados de 75, perjudicado sin duda por la presencia de Unidad Alavesa), cargo al que también se presentaría en 1994 (mejorando sensiblemente sus resultados, con 11 diputados y convirtiéndose el PP en la cuarta fuerza política del País Vasco). En 1995, tras el asesinato por ETA de Gregorio Ordóñez, encabezó la lista del PP al ayuntamiento de San Sebastián, como candidato a alcalde. El PP ganó las elecciones, pero Odón Elorza del PSE-PSOE conservaría la alcaldía gracias a los pactos post-electorales.
En febrero de 1996 fue nombrado vicesecretario general del PP en el XII Congreso Nacional. Ese mismo año fue elegido, como cabeza de lista por Álava, diputado al Congreso en las elecciones generales, por lo que tuvo que renunciar a su escaño en el Parlamento Vasco, que fue ocupado por María José Lafuente.

## Ministro del Interior
Al alcanzar el Partido Popular el gobierno de España tras las elecciones de 1996, Mayor Oreja fue nombrado ministro del Interior en mayo de 1996. Su puesto como concejal del ayuntamiento de San Sebastián fue asumido por María San Gil. También abandonó la presidencia del Partido Popular del País Vasco, en donde le sucedió el hasta entonces secretario general, Carlos Iturgaiz. Permaneció en el cargo toda la legislatura y durante el principio de la siguiente. En 2001 fue sustituido por Mariano Rajoy, para ser candidato a la presidencia del Gobierno Vasco. Durante su estancia en el gobierno, Mayor Oreja recibió siempre una alta valoración por parte de la ciudadanía, siendo durante toda su presencia al frente del ministerio el ministro más valorado del ejecutivo, con una valoración siempre superior al 5.
Una de las primeras medidas que tomó Mayor Oreja fue desautorizar los contactos que se estaban realizando entre la dirección de ETA y representantes del Ministerio del Interior por intermediación de Adolfo Pérez Esquivel.
Al llegar al ministerio del Interior, el funcionario de prisiones José Antonio Ortega Lara seguía secuestrado por ETA desde enero de ese año. Para liberarle, la organización terrorista pretendía el agrupamiento de sus presos en prisiones del País Vasco y Navarra. Durante el secuestro, se procedió al acercamiento de 43 presos (13 de ellos con delitos de sangre), aunque no se produjo un acercamiento generalizado. La medida comenzó en el 29 de junio, con el acercamiento de 32 presos. ETA había declarado una "tregua" de una semana el 23 de junio. Mayor Oreja justificó la medida como forma de quitarle a ETA cualquier argumento con el que pudiera justificar el asesinato de Ortega Lara. El ministro declaró: "los miembros de ETA, en el supuesto de que en un momento determinado decidieran una actuación, que ojalá no se produzca, lo tienen más complicado en el sentido de que no pueden justificar que aquí se ha producido una cerrazón y una intransigencia por parte de Interior".
Durante la tregua declarada por ETA durante su mandato acuñó el término "tregua-trampa", refiriéndose a la que denunciaba como nula voluntad de la organización de poner fin a la violencia terrorista. En su opinión, ETA aprovechaba estos periodos para rearmarse. Finalmente ETA rompió la tregua, al no conseguir imponer sus condiciones. Tras el fin de la tregua, Mayor Oreja declaró respecto de la negociación de 1998: "el Gobierno del PP, y yo personalmente, lo que hice fue cerrar el diálogo y la negociación con ETA cuando ETA se acercó al Gobierno para buscar una negociación política".

## Nueva candidatura alehendakariy parlamentario europeo
En 2001 fue candidato a lehendakari por el Partido Popular. Durante la campaña electoral quedó claro que existía un pacto tácito con el Partido Socialista de Euskadi - Euskadiko Ezkerra liderado por Nicolás Redondo Terreros para desalojar del Gobierno Vasco a Juan José Ibarretxe en caso de que reunieran entre ambos los apoyos necesarios. Sin embargo, aunque el Partido Popular mantuvo su segundo lugar en las elecciones, mejorando notablemente sus resultados (19 diputados, la mejor marca del centro-derecha de ámbito estatal en el País Vasco), la suma de escaños de ambos partidos no le permitió optar a la presidencia, quedando como portavoz popular en el Parlamento Vasco. En 2004 abandonó la política vasca para encabezar la lista popular al Parlamento Europeo. En la actualidad es presidente de la Red Europea de Ideas, el think tank creado por el grupo popular en el Parlamento Europeo para "encauzar el pensamiento del centro-derecha europeo".
Fue citado por los medios como uno de los posibles sucesores del presidente del Partido Popular José María Aznar, aunque finalmente el elegido para dicho puesto fue Mariano Rajoy.
Fue designado cabeza de lista del Partido Popular para las elecciones al Parlamento Europeo de 2009. La encuesta del Centro de Investigaciones Sociológicas realizada antes del comienzo de la campaña le daba el mayor grado de conocimiento por parte de los electores, pero solo la segunda valoración, tras el candidato socialista, Juan Fernando López Aguilar (5,04 frente a 5,35).
El Partido Popular obtuvo 23 eurodiputados, el PSOE 21 y La Izquierda 2.
Coincidiendo con Elecciones al Parlamento Europeo de 2014 (España) se retiró de la política.

## Ideología política

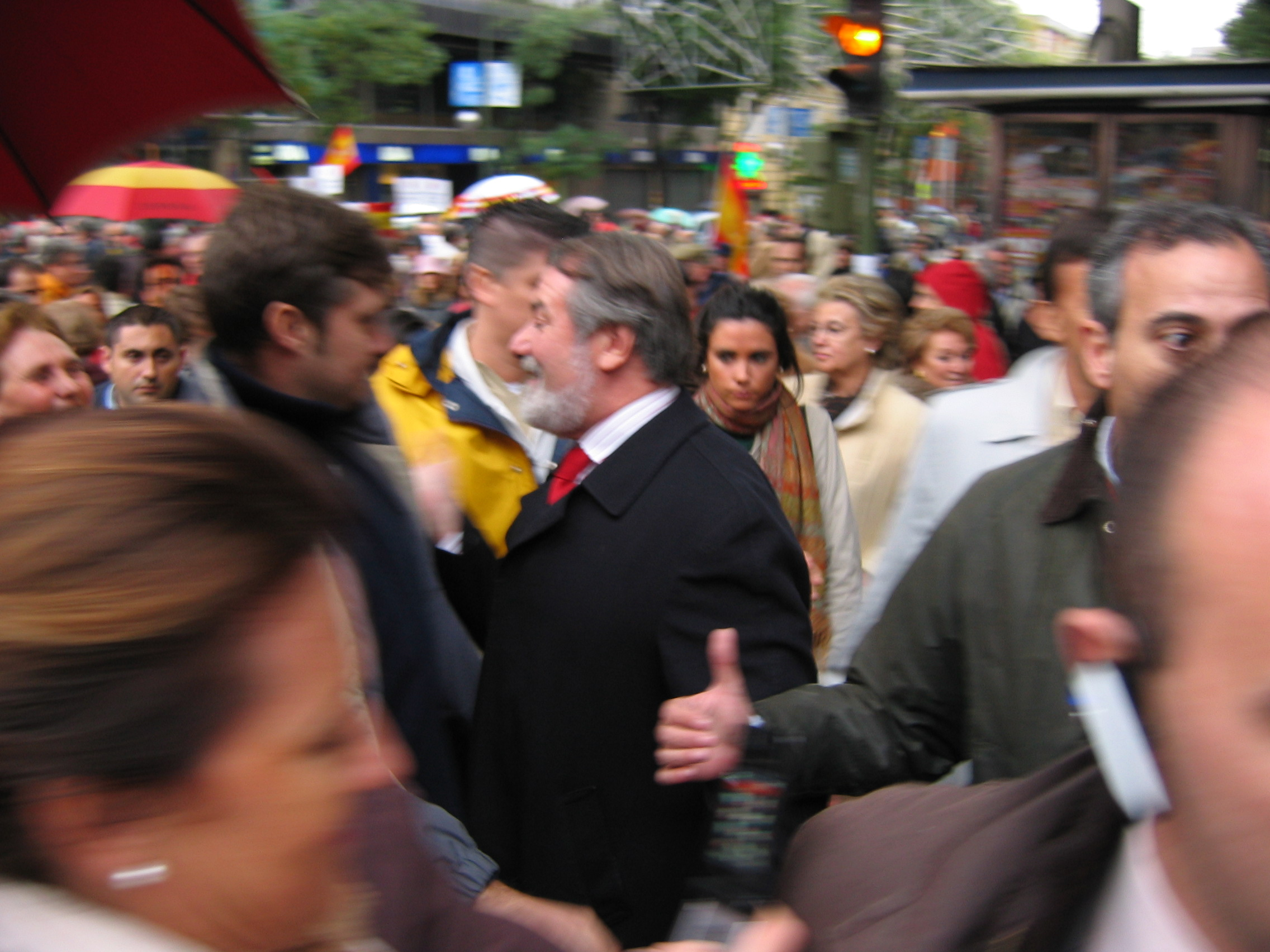
Jaime Mayor Oreja en la manifestación contra el gobierno de José Luis Rodríguez Zapatero convocada por la AVT en noviembre de 2006.

De ideología democristiana, se declara católico practicante. Algunos medios afirman que es creacionista y que no cree en el darwinismo y la evolución de las especies, aunque él mismo niega esto. Es miembro de varios colectivos que se oponen al aborto y al matrimonio igualitario.
En 2003, en entrevista recogida por Europa Press afirmó que: "El proceso de paz con ETA es imposible, ETA no cambiará nunca porque ETA es lo contrario de la paz. ETA es una organización política que además de ser terrorista tiene el proyecto de ruptura de España. Las organizaciones totalitarias no evolucionan nunca, ETA no puede cambiar por su propia naturaleza, por eso ETA y paz son incompatibles".
En una entrevista a La Voz de Galicia en octubre de 2007, y en relación con la Ley de la Memoria Histórica, se negó reiteradamente a condenar el franquismo. En sus respuestas al entrevistador, justificó su negativa en que el franquismo "forma parte de la historia de España", "representaba a un sector muy amplio de españoles" y "muchas familias [...] lo vivieron con naturalidad y normalidad". Contrapuso también el franquismo al nazismo al afirmar que, mientras que en la Alemania nazi habría habido un único "verdugo", durante el franquismo hubo dos "bandos que reprimían", al ser fruto de una guerra en la que había habido dos bandos. Finalmente, afirmó también que la Guerra Civil fue mucho peor que la dictadura franquista en el País Vasco, describiendo a esta última como "una situación de extraordinaria placidez". El año anterior Mayor Oreja, como representante del grupo parlamentario del Partido Popular Europeo, se había negado a condenar el franquismo en un debate titulado 70 años después del golpe de Estado del General Franco en España, en el que el presidente del Parlamento Europeo, Josep Borrell, leyó una declaración institucional tras la que intervino un representante de cada grupo parlamentario para condenar el golpe de Estado de julio de 1936 y la posterior dictadura franquista. Mayor Oreja no hizo ninguna alusión a la sublevación de 1936 ni al franquismo, sino a la Transición y a los riesgos que, en su opinión, amenazaban en ese momento la "concordia" entre españoles: "[...] el debate del derecho de la autodeterminación, la creación de nuevas naciones que no han existido nunca, significa un error histórico porque nos aleja de nuestra concordia". También afirmó que "La tragedia del último siglo en la historia de España había sido la facilidad de recreación de las dos Españas".
Su ideología fue fundamental en el pensamiento político de María San Gil, su sucesora al frente del PP vasco.
El 7 de marzo de 2010, durante una manifestación contra el aborto, calificó el aborto como "algo propio de los bolcheviques" y que, junto con la eutanasia, forma parte de las "viejas recetas de los totalitarismos que han asolado Europa".